# Avance (dopływ Garonny)
Avance – rzeka we Francji, przepływająca przez departament Lot i Garonna, o długości 56,4 km. Stanowi dopływ rzeki Garonny. 
Główne miejscowości nad Avance: Casteljaloux, Bouglon, Samazan